# لورا نيوتن
لورا نيوتن (27 نوفمبر 1977 - ) (بالإنجليزية: Laura Newton)‏ هي لاعبة كريكت بريطانية.

## وصلات خارجية
- لورا نيوتن على موقع إي آس بي آن كريك إنفو (الإنجليزية)